# 쇼니 스케요시
쇼니 스케요시(일본어: 少弐 資能 しょうに すけよし[*])는 일본 가마쿠라 시대(鎌倉時代) 전기에서 중기에 걸쳐 활약했던 무장(武将)·고케닌으로 쇼니씨(少弐氏) 2대 당주이다.

## 약력
당시 무토 씨(武藤氏)는 다자이후(大宰府)의 책임자로써 다자이노쇼니(大宰少弐) 지위에 있었기 때문에, 스케요시의 대부터 쇼니(少弐)를 성씨로 사용하게 되었다고 한다.
스케요시는 기타큐슈(北九州)에 큰 세력을 가지고 가마쿠라 막부의 진제이부교(鎮西奉行)로써 분에이(文永) 5년(1268년) 몽골의 사자에 대한 대응도 맡았다. 고려-원 연합군에 의한 제1차 일본 원정(일본명 분에이의 역文永の役) 직전에 출가하여 가쿠에이(覚恵)라는 법명을 사용하였으며, 가독을 장남 쓰네스케(経資)에게 넘겨주었다. 노령의 나이에도 불구하고 몽골 침공 당시 방어 일선에서 총사령관으로써 참전하여 몽골의 공격을 저지시키고 격퇴하는데 성공하였다.
고안 4년(1281년) 제1차 일본 원정(일본명: 고안의 역弘安の役)에서도 쇼니 스케요시는 고령의 몸으로 출진, 손자 스케토키(資時)와 함께 이키섬(壱岐島)에서 벌어진 전투에 참전하여 몽골군을 상대로 분전하였으며 이키섬에서 몽골군을 몰아내는데 성공하였다. 그러나 이 전투에서 스케토키는 19세의 나이로 전사하였으며, 스케요시 자신도 전투에서 입은 부상이 원인이 되어 사망하였다. 향년 84세였다.

## 참고 문헌
- 『손피빈먀쿠』(尊卑分脈)
- 『가메야마 천황기』(亀山天皇紀)
- 『고우다 천황기』(後宇多天皇紀)

## 등장 작품
- 국난(国難, 1920년, 영화) - 배역: 고다마 에이치(児玉英一)
- 니치렌과 몽고대습래(日蓮と蒙古大襲来, 1958년, 영화) - 역: 스기야마 쇼사쿠(杉山昌三九)
- 호조 도키무네(北条時宗, 2001년, NHK 대하드라마) - 배역 : 노구치 다카시(野口貴史)
- 앙골모아 원구전투기(アンゴルモア 元寇合戦記, 2013년, 만화)

| 전임 쇼니 스케요리 | 제2대 쇼니씨 당주 | 후임 쇼니 쓰네스케 |